# 日本コンセプト

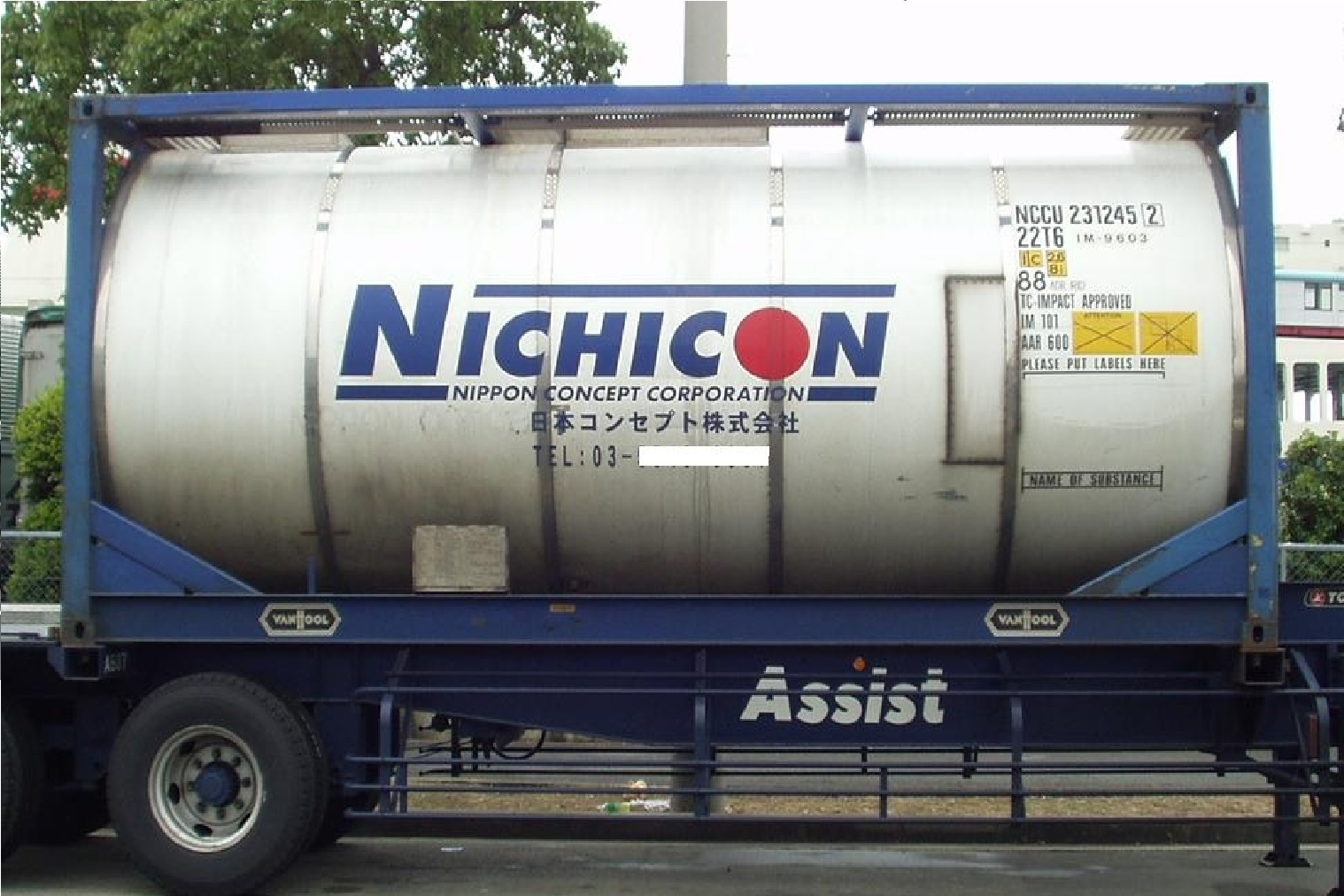
珍しく日本語表記の社名が入った、タイプコード（ 22 T6 ）20 ft形タンクコンテナ。
※画像は、電話番号の削除をしている。
（兵庫県／六甲アイランドにて、2003年9月20日撮影。）

日本コンセプト株式会社（にっぽんこんせぷと、英: NIPPON CONCEPT CORPORATION）は、東京都千代田区内幸町に本社を置く、タンクコンテナを用いた液体化学品や高圧ガスに関わる複合一貫輸送などを行う日本の会社である。

## 概要
同社はISO標準規格のタンクコンテナを運用し、危険物を含む化学品や高圧ガス等の液体貨物の輸送手段を提供するNVOCCである。また、タンクコンテナの輸送に附帯した貨物の保管、加温、積み替えなどのサービスも行っている。
2017年には、フロンガスの回収、再生、無害化を行うガスタンクコンテナ事業を開始した。
2018年には、物流網の拡大による事業強化を目的とした商船三井との資本業務提携を締結した。

## 沿革
- 1994年1月 - 東京都中央区 (東京都)に設立。ISOタンクコンテナを用いた液体貨物の国際輸送事業を開始。
- 1996年7月 - 東京都江東区に東京支店、兵庫県神戸市に神戸支店を開設。

- 1998年6月 - 新潟県新潟市に新潟出張所を開設。
  - 7月 - 山口県下松市に徳山支店を開設。
  - 12月 - オランダロッテルダムに100%出資子会社「NICHICON EUROPE B.V.」社を設立。
- 2002年6月 - イギリスロンドンに「NICHICON UK LIMITED.」社を設立。
  - 12月 - マレーシアに「NIPPON CONCEPT MALAYSIA SDN. BHD.」社を設立。
- 2005年9月 - 神奈川県川崎市に京浜支店を開設。東京支店を廃止。
- 2010年3月 - 大阪府大阪市に大阪営業所を開設。
- 2011年8月 - 東京都千代田区に本社を移転。
- 2012年2月 - テキサス州ヒューストンに100%出資子会社「NIPPON CONCEPT AMERICA, LLC.」社を設立。
  - 10月 - JASDAQ（スタンダード）市場に株式上場。
- 2013年2月 - 三重県四日市市に中部支店および中部営業所を開設。
- 2015年8月 - 岡山県倉敷市に水島支店および水島営業所を開設。
- 2016年2月 - 神戸営業所を神戸支店に併設。大阪営業所と統合。
  - 9月 - 東証2部へ市場変更。
- 2017年2月 - 千葉県富津市に京葉臨海支店を開設。
  - 5月 - ガスタンクコンテナ事業を開始。
  - 7月 - 東証1部へ指定替え。
- 2018年1月 - 兵庫県神戸市に阪神支店および阪神営業所を開設。
  - 2月 - 商船三井と資本業務提携契約を締結。

## 事業所

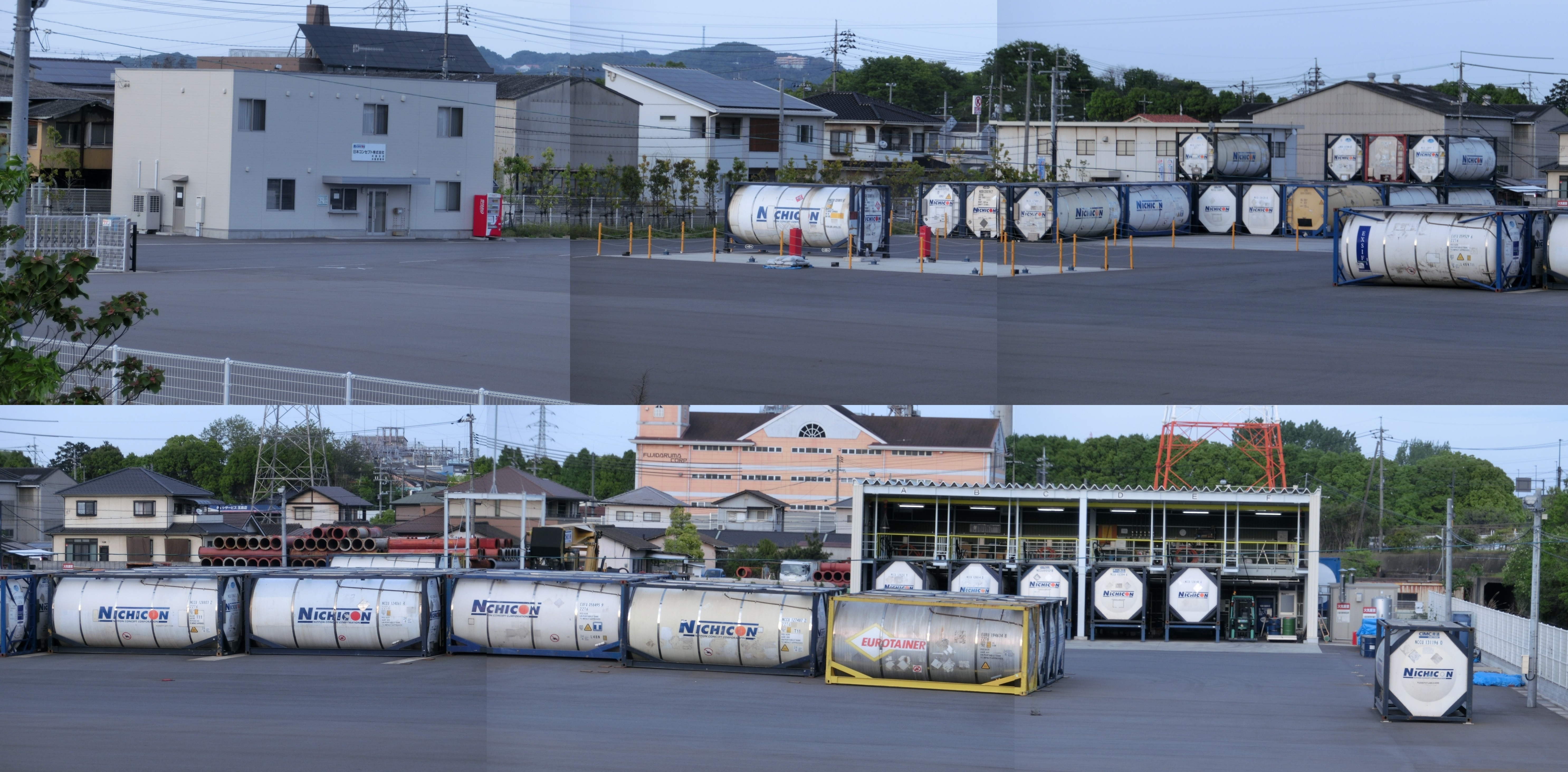
日本コンセプト水島支店全景風景（三枚×二段の組写真）。
※岡山県／水島港玉島地区にて、2016年4月29日撮影。

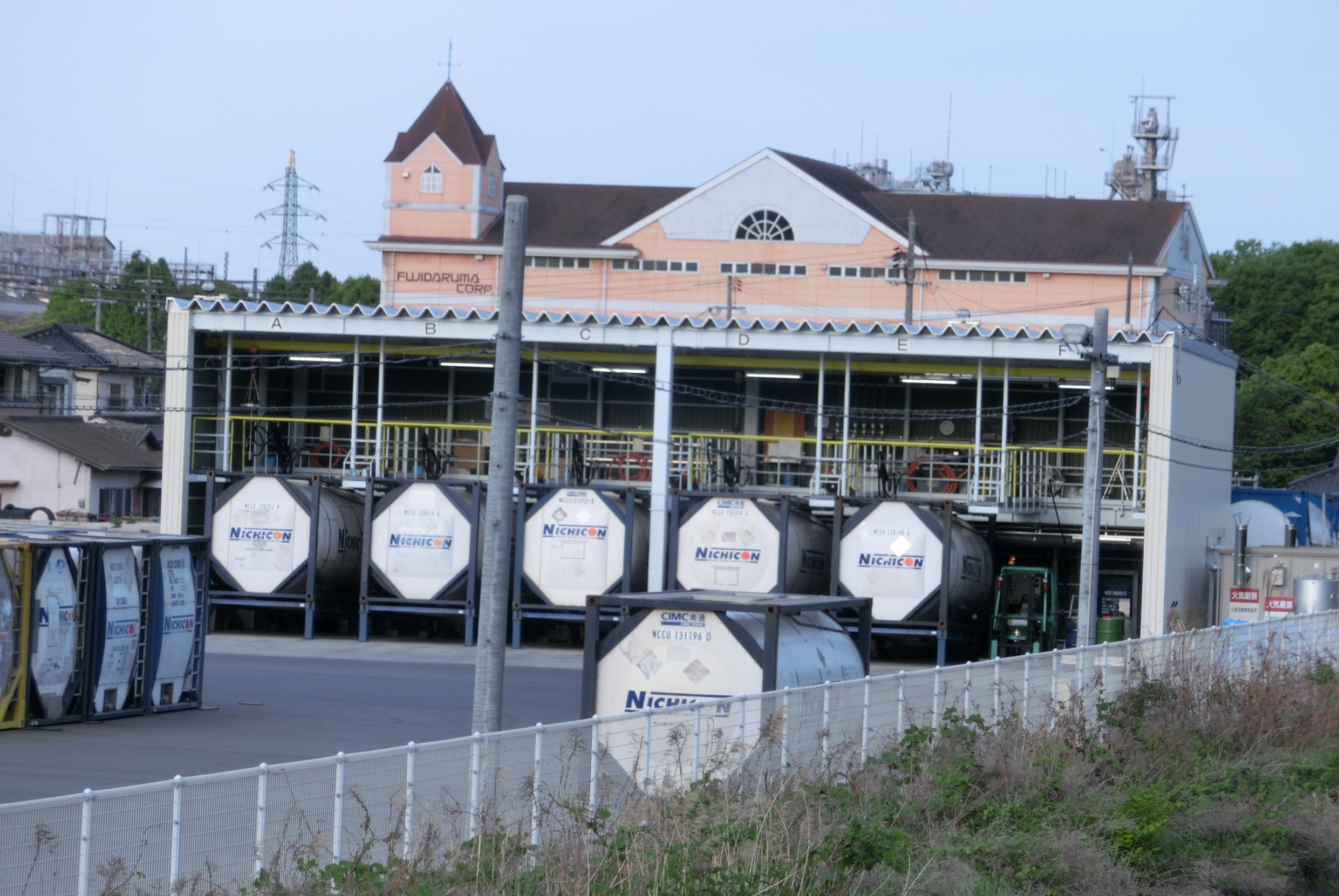
最大五個同時に処理できる、水島支店のコンテナ洗浄・加温の設備。
岡山県／水島港玉島地区にて、2016年4月29日撮影。

### 国内
- 本社（東京都千代田区）
- 京浜支店（神奈川県川崎市）
- 京葉臨海支店（千葉県富津市）
- 中部支店（三重県四日市市）
- 神戸支店（兵庫県神戸市）
- 阪神支店（兵庫県神戸市）
- 水島支店（岡山県倉敷市）
- 徳山支店（山口県下松市）
- 新潟出張所（新潟県新潟市）

### 海外
- EURO CONCEPT B.V.（オランダ）
- NICHICON UK LIMITED.（イギリス）
- NIPPON CONCEPT AMERICA, LLC.（アメリカ合衆国）
- NIPPON CONCEPT SINGAPORE PTE.LTD.（シンガポール）
- NIPPON CONCEPT MALAYSIA SDN. BHD.（マレーシア）